# Marcel Wyss
Pour les articles homonymes, voir Wyss.
Marcel Wyss, né le 25 juin 1986 à Langnau im Emmental, est un coureur cycliste suisse, professionnel de 2007 à 2016.

## Biographie
En catégorie junior, Marcel Wyss est champion de Suisse sur route et vice-champion de Suisse du contre-la-montre en 2004. En 2007, il devient coureur professionnel au sein de l'équipe continentale Atlas Romer's Hausbäckerei. L'année suivante, il est champion de Suisse espoir du contre-la-montre et de la montagne. Il remporte la Flèche du Sud. Avec l'équipe nationale des moins de 23 ans, il est quatrième du championnat du monde du contre-la-montre espoirs, sixième du Tour de l'Avenir.
En 2009, Marcel Wyss est recruté par l'équipe Cervélo Test Team. Lors du Tour de Romandie 2010, il se classe huitième du classement général. L'équipe Cervélo disparaît à la fin de l'année. En 2011, il court pour l'équipe Geox-TMC qui disparaît à son tour en fin de saison. Il s'engage alors avec l'équipe continentale suisse Atlas Personal-Jakroo. 
Marcel Wyss, après un début de saison 2012 effectué dans cette équipe, s'engage au début du mois de mars dans l'équipe NetApp pour renforcer le groupe destiné à participer au Tour d'Italie. Cependant, souffrant d'une inflammation, il ne peut finalement pas disputer cette course. En juillet, il est huitième du Tour d'Autriche.
En 2013, Marcel Wyss est recruté par la nouvelle équipe suisse IAM. En début d'année, il est deuxième de Cholet-Pays de Loire. Au printemps, il remporte le Tour de Berne, se classe dixième du Tour de Romandie et septième du Tour de Bavière. En août, il est leader du classement général du Tour du Portugal pendant deux jours, et termine cette course à la septième place. Le mois suivant, il est dixième du Tour de Grande-Bretagne. En 2014, il obtient de moins bons résultats. Il termine seizième du Tour de Romandie, après avoir chuté lors de la première étape et du changer de vélo lors du contre-la-montre. Neuvième du Tour de Bavière en juin, il dispute ensuite le Tour de Suisse, où il aide Mathias Frank à prendre la deuxième place finale. En juillet, il participe pour la première fois au Tour de France et le termine à la 32e place. Après cette course, il arrête sa saison afin de subir une opération.
L'équipe IAM disparaît en fin d'année 2016. Sans contrat, Marcel Wyss met fin à sa carrière

## Palmarès
- 2004
  -  Champion de Suisse sur route juniors
  - 2e du championnat de Suisse du contre-la-montre juniors
  - 3e du Grand Prix Rüebliland
- 2005
  - 3e de la Freccia dei Vini
- 2006
  - 1re étape du Tour du Goierri
  - 2e du championnat de Suisse de la montagne espoirs
- 2007
  - 3e du Tour de Mainfranken
- 2008
  -  Champion de Suisse du contre-la-montre espoirs
  -  Champion de Suisse de la montagne espoirs
  - Flèche du Sud :
    - Classement général
    - Prologue

  - 2e du championnat de Suisse sur route espoirs
  - 4e du championnat du monde du contre-la-montre espoirs
- 2010
  - 8e du Tour de Romandie
- 2011
  - 2e du championnat de Suisse du contre-la-montre
- 2012
  - 2eb étape de la Semaine internationale Coppi et Bartali (contre-la-montre par équipes)
- 2013
  - Tour de Berne
  - Silenen-Amsteg-Bristen
  - 2e de Cholet-Pays de Loire
  - 10e du Tour de Romandie
- 2021
  - 3e de Martigny-Mauvoisin
- 2022
  - Jahresklassement
  - Grand Prix de la Pédale Romande
  - Nationales Einzelzeitfahren Thun-West
  - Rund um Uzwil
  - 3e de Silenen-Amsteg-Bristen
- 2023
  - Chrono de la Sionge
  - 2e du Tour de Berne
  - 2e du Grand Prix de la Pédale Romande
  - 2e de Silenen-Amsteg-Bristen
  - 2e du championnat de Suisse des élites nationaux
  - 3e du Grand Prix Crevoisier
  - 3e du Grand Prix L'Échappée
- 2024
  - 3e du Grand Prix Crevoisier
  - 3e du Grand Prix Mobiliar
  - 3e du Grand Prix L'Échappée
  - 3e du championnat de Suisse du contre-la-montre élites nationaux
- 2025
  - 1re épreuve du Challenge de Primavera
  - 3e du Tour de Berne
  - 3e du championnat de Suisse du contre-la-montre élites nationaux

## Résultats sur les grands tours

### Tour de France
2 participations
- 2014 : 32e
- 2015 : 60e

### Tour d'Italie
3 participations
- 2010 : 38e
- 2011 : 34e
- 2016 : 40e

### Tour d'Espagne
1 participation
- 2016 : 21e

## Classements mondiaux
| Année                  | 2005 | 2006 | 2007 | 2008 | 2009 | 2010 | 2011 | 2012 | 2013 | 2014 | 2015 |
| ---------------------- | ---- | ---- | ---- | ---- | ---- | ---- | ---- | ---- | ---- | ---- | ---- |
| UCI World Tour         |      |      |      |      |      |      |      |      |      |      | nc   |
| Calendrier mondial UCI |      |      |      |      |      | 125e |      |      |      |      |      |
| UCI Europe Tour        | 519e | 897e | 291e | 170e |      |      | 715e | 571e | 49e  | 552e |      |